# プリンセストラヤ
プリンセストラヤは、東京都台東区に本拠を構えるアパレル・装飾品・ファッション関連企業である。1939年3月創業。ダコタやBASARA TYOなどのファッションブランドを展開している。ライセンスブランドではホコモモラ・シビラ・ELLEなどがある。

## 沿革
- 1939年 - 宮澤高次郎・みさを夫妻により東京都台東区三筋町において創業。
- 1952年 - 法人組織に変更し、株式会社トラヤ商店（資本金750万円）となる。
- 1963年 - 現住所にプリンセスビルを新築。
- 1966年 - 商号を株式会社プリンセストラヤと改称。
- 1971年 - 増資し、資本金1億3,500万円とする。
- 1974年 - クインバッグ株式会社を創立し量販店部門の営業を開始する。
- 1975年 - 増資し、資本金2億1,600万円とする。
- 1977年 - 本社の増築が完成する（1,275.59平方メートル）。
- 1989年 - 創業50周年事業として本社ビルに袋物参考館を開館。
- 1990年 - 香港九龍旺角にプリンセス香港LTD.を設立する。
- 1992年 - 増資し、資本金3億7,200万円とする。
- 1994年 - 創業55周年を記念して社史「プリンセストラヤ55年史」を刊行。
- 1998年 - 柏市に株式会社プリンセス物流を設立。
- 2004年 - 会社設立50年を記念し「プリンセストラヤ文化講演会-もう一つの社史-」を刊行。

## 主要ブランド
- ダコタ（Dakota） - 財布・バッグ・革小物などを中心とするメイン・オリジナル・ブランド。
- ダコタ ブラックレーベル（Dakota Black Label） - 財布・バッグ・革小物などを中心とするダコタのメンズライン。オリジナル・ブランド。
- バサラ ティーワイオー（Basara TYO） - バッグ・小物などのオリジナル・ブランド。
- box21 - 財布・バッグ・革小物などのオリジナル・ブランド。
- エスティーヌ（ESTINE） - バッグ・革小物などのオリジナル・ブランド。
- リベルテ（Libert'e） - 財布・バッグ・革小物などのオリジナル・ブランド。
- フレームワーク（FRAME WORK） - 財布・革小物などのオリジナル・ブランド。
- ネクスト（NEXT） - バッグ・小物などのオリジナル・ブランド。
- プリンセスバッグ（Princess Bag） - 財布・バッグ・革小物などを中心とするオリジナル・ブランド。

## 参考サイト
- 公式サイト